# Oxyphyma jurinei
Oxyphyma jurinei är en insektsart som beskrevs av Henri Saussure 1861. Oxyphyma jurinei ingår i släktet Oxyphyma och familjen gräshoppor. Inga underarter finns listade i Catalogue of Life.